# Loipa Araújo
Loipa Araújo   (l'Havana, 27 de maig de 1941) és una ballarina de ballet i mestra cubana. Juntament amb Aurora Bosch, Josefina Méndez i Mirta Plá, és considerada com una de les "quatre joies del ballet cubà". Anomenada la "musa cubana de Marsella", fou una artista principal del Ballet Nacional de Cuba. Es va formar a l'Escola de Ballet de la Sociedad Pro-Arte Musical de l'Havana i a l'Acadèmia de Ballet d'Alicia Alonso.
Va entrar al Ballet Nacional de Cuba el 1955 i va ser promocionada a ballerina principal el 1965. El 1973, es va associar amb el ballet Nacional de Marsella on fou prima ballerina, treballant entre d'altres amb el coreògraf Roland Petit. Va ser convidada a actuar amb el Béjart Ballet, el Ballet del Bolsoj, l'Òpera i Ballet Nacional búlgar, Maly Teatre i el ballet reial danès.
Als 21 anys, va començar a ensenyar al BNC. El 2012, es va unir al English National Ballet on va ser Directora Artística associada. Fou honorada amb la Legió d'Honor francesa el 2011.